# Josefa Ortiz de Domínguez, Minatitlán
Josefa Ortiz de Domínguez är en ort i Mexiko.   Den ligger i kommunen Minatitlán och delstaten Veracruz, i den sydöstra delen av landet, 500 km öster om huvudstaden Mexico City. Josefa Ortiz de Domínguez ligger 30 meter över havet och antalet invånare är 115.
Terrängen runt Josefa Ortiz de Domínguez är platt. Runt Josefa Ortiz de Domínguez är det ganska glesbefolkat, med 29 invånare per kvadratkilometer. Närmaste större samhälle är Carrizal Cinco de Febrero, 2,4 km söder om Josefa Ortiz de Domínguez. Omgivningarna runt Josefa Ortiz de Domínguez är en mosaik av jordbruksmark och naturlig växtlighet.